# Ribeirão Sobradinho
Ribeirão Sobradinho är ett vattendrag i Brasilien.   Det ligger i delstaten Brasiliens federala distrikt, i den sydöstra delen av landet, 27 km öster om huvudstaden Brasília.
Omgivningarna runt Ribeirão Sobradinho är huvudsakligen savann. Runt Ribeirão Sobradinho är det tätbefolkat, med 397 invånare per kvadratkilometer.